# Romaleidae
Famille
Les Romaleidae sont une famille d'insectes orthoptères.

## Distribution
Les espèces de cette famille se rencontrent en Amérique.

## Liste des genres
Selon Orthoptera Species File (16 juillet 2018) :

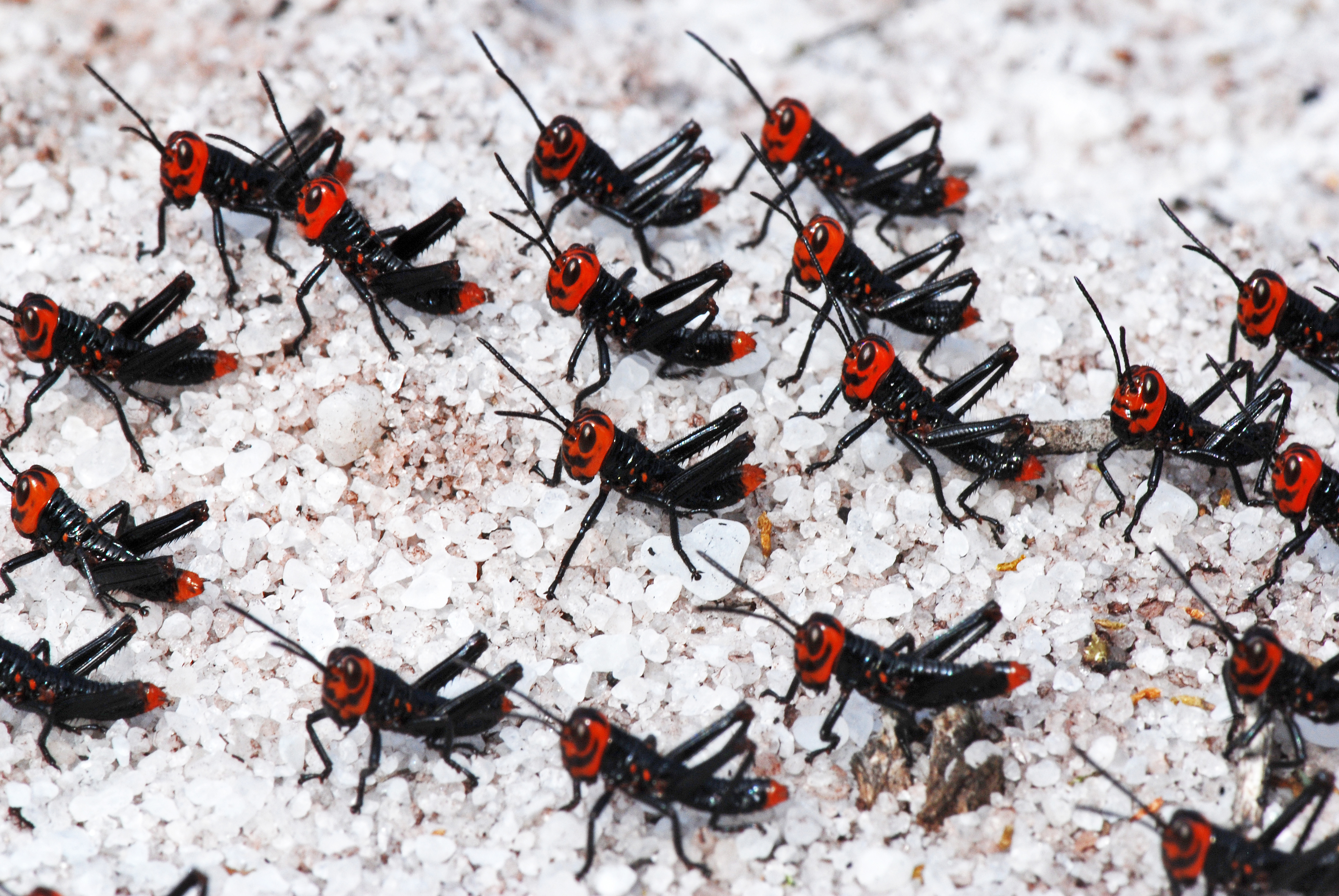
Chromacris speciosa, des Chromacris, des Romaleidae. Aout 2007.

- sous-famille Bactrophorinae Amédégnato, 1974
  - tribu Bactrophorini Amédégnato, 1974
    - genre Cristobalina Rehn, 1938
    - genre Mayalina Amédégnato, Poulain & Rowell, 2012
    - genre Andeomezentia Amédégnato & Poulain, 1994
    - genre Hylaezentia Amédégnato, Poulain & Rowell, 2012
    - genre Mezentia Stål, 1878
    - genre Lempira Rehn, 1938
    - genre Panamacris Rehn, 1938
    - genre Pararhicnoderma Rowell, 2012
    - genre Rhicnoderma Gerstaecker, 1889
    - genre Bactrophora Westwood, 1842
    - genre Bora Amédégnato & Descamps, 1979
    - genre Hyleacris Amédégnato & Descamps, 1979
    - genre Silacris Amédégnato & Descamps, 1979

  - tribu Ophthalmolampini Descamps, 1977
    - sous-tribu Helicopacrina Descamps, 1978
      - genre Helicopacris Descamps, 1978

    - sous-tribu Lagarolampina Descamps, 1978
      - genre Elutrolampis Descamps, 1978
      - genre Habrolampis Descamps, 1978
      - genre Hekistolampis Descamps, 1978
      - genre Helolampis Descamps, 1978
      - genre Inbiolampis Rowell, 2012
      - genre Lagarolampis Descamps, 1978
      - genre Tikaodacris Descamps, 1978
      - genre Zoumolampis Descamps, 1978

    - sous-tribu Nautiina Descamps, 1978
      - genre Drypetacris Descamps, 1978
      - genre Euprepacris Descamps, 1977
      - genre Nautia Stål, 1878
      - genre Othnacris Descamps, 1977
      - genre Pseudonautia Descamps, 1978
      - genre Xenonautia Descamps, 1977

    - sous-tribu Ophthalmolampina Descamps, 1977
      - genre Adrolampis Descamps, 1977
      - genre Aphanolampis Descamps, 1978
      - genre Apophylacris Descamps, 1983
      - genre Caenolampis Descamps, 1978
      - genre Chromolampis Descamps, 1977
      - genre Nothonautia Descamps, 1983
      - genre Ophthalmolampis Saussure, 1859
      - genre Peruviacris Descamps, 1978
      - genre Poecilolampis Descamps, 1978

  - tribu Taeniophorini Brunner von Wattenwyl, 1893
    - genre Hylephilacris Descamps, 1978
    - genre Megacephalacris Descamps & Amédégnato, 1971
    - genre Megacheilacris Descamps, 1978
    - genre Pouplainiella Cadena-Castañeda & Cardona, 2015
    - genre Taeniophora Stål
    - genre Taeniophorella Cadena-Castañeda & Cardona, 2015
- sous-famille Romaleinae Pictet & Saussure, 1887
  - tribu Chariacrini Rehn & Grant, 1959
    - genre Aprionacris Descamps, 1978
    - genre Chariacris Walker, 1870
    - genre Prionacris Stål, 1878

  - tribu Elaeochlorini Rehn & Grant, 1959
    - genre Agriacris Walker, 1870
    - genre Brasilacris Rehn, 1940
    - genre Cibotopteryx Rehn, 1905
    - genre Staleochlora Roberts & Carbonell, 1992

  - tribu Eurostacrini Amédégnato, 1997
    - genre Eurostacris Descamps, 1978
    - genre Pseudeurostacris Descamps, 1978

  - tribu Hisychiini Descamps, 1979
    - genre Acrideumerus Descamps, 1979
    - genre Acridophaea Descamps, 1979
    - genre Cloephoracris Descamps, 1979
    - genre Hisychius Stål, 1878
    - genre Pareusychius Amédégnato & Poulain, 1994
    - genre Porphoracris Descamps, 1979
    - genre Pseudhisychius Descamps, 1979

  - tribu Leguini Amédégnato & Poulain, 1986
    - genre Ampiacris Amédégnato & Poulain, 1986
    - genre Legua Walker, 1870
    - genre Proracris Uvarov, 1940

  - tribu Phaeopariini Giglio-Tos, 1898
    - genre Abila Stål, 1878
    - genre Albinella Carbonell, 2002
    - genre Aristia Stål, 1876
    - genre Costarica Koçak & Kemal, 2008
    - genre Epiprora Gerstaecker, 1889
    - genre Graciliparia Amédégnato & Poulain, 1994
    - genre Maculiparia Jago, 1980
    - genre Phaeoparia Stål
    - genre Pseudaristia Carbonell, 2002
    - genre Stornophilacris Amédégnato & Descamps, 1978
    - genre Tepuiacris Carbonell, 2002

  - tribu Procolpini Giglio-Tos, 1898
    - sous-tribu Prionolophina Rehn & Grant, 1959
      - genre Alcamenes Stål, 1878
      - genre Colpolopha Stål, 1873
      - genre Draconata Pictet & Saussure, 1887
      - genre Helionotus Rehn, 1909
      - genre Prionolopha Stål
      - genre Securigera Bolívar, 1909
      - genre Xyleus Gistel, 1848

    - sous-tribu Procolpina Giglio-Tos, 1898
      - genre Aeolacris Scudder, 1875
      - genre Munatia Stål, 1875
      - genre Procolpia Stål, 1873
      - genre Prorhachis Scudder, 1875
      - genre Xomacris Rehn, 1955

  - tribu Romaleini Pictet & Saussure, 1887
    - genre Alophonota Stål, 1873
    - genre Antandrus Stål, 1878
    - genre Aplatacris Scudder, 1875
    - genre Brachystola Scudder, 1876
    - genre Callonotacris Rehn, 1909
    - genre Chromacris Walker, 1870
    - genre Coryacris Rehn, 1909
    - genre Costalimacris Carbonell & Campos-Seabra, 1988
    - genre Diponthus Stål, 1861
    - genre Dracotettix Bruner, 1889
    - genre Eidalcamenes Rosas Costa, 1957
    - genre Gurneyacris Liebermann, 1958
    - genre Limacridium Carbonell & Campos-Seabra, 1988
    - genre Litoscirtus Bruner, 1907
    - genre Phrynotettix Glover, 1872
    - genre Radacridium Carbonell, 1984
    - genre Romalea Serville, 1831
    - genre Spaniacris Hebard, 1937
    - genre Taeniopoda Stål
    - genre Thrasyderes Bolívar, 1881
    - genre Tytthotyle Scudder, 1897
    - genre Xestotrachelus Bruner, 1913
    - genre Zoniopoda Stål

  - tribu Tropidacrini Brunner von Wattenwyl, 1893
    - genre Titanacris Scudder, 1869
    - genre Tropidacris Scudder, 1869

  - tribu Trybliophorini Giglio-Tos, 1898
    - genre Trybliophorus Serville, 1831

  - tribu indéterminée
    - genre Quitus Hebard, 1924

## Systématique et taxinomie
Cette famille a été décrite par les entomologistes Alphonse Pictet et Henri de Saussure en 1887.

## Publication originale
- Pictet & Saussure, 1887 : Catalogue d'Acridiens. Mitteilungen der Schweizerischen Entomologischen Gesellschaft, vol. 7, no 9, p. 331-376 (texte intégral).